# História do Quirguistão

Bandeira do Quirguistão

Inicialmente habitado por tribos iranianas como os soguedianos por muitos séculos e depois por imigrantes turcos vindos da Anatólia, as terras do Quirguistão faziam fronteira com a Pérsia.
O Quirguistão foi anexado ao Império Russo em 1864-66 quando foram conquistados os canatos da Ásia Central. O país conquistou sua independência com o colapso da União Soviética em 1991.

## Pré-História

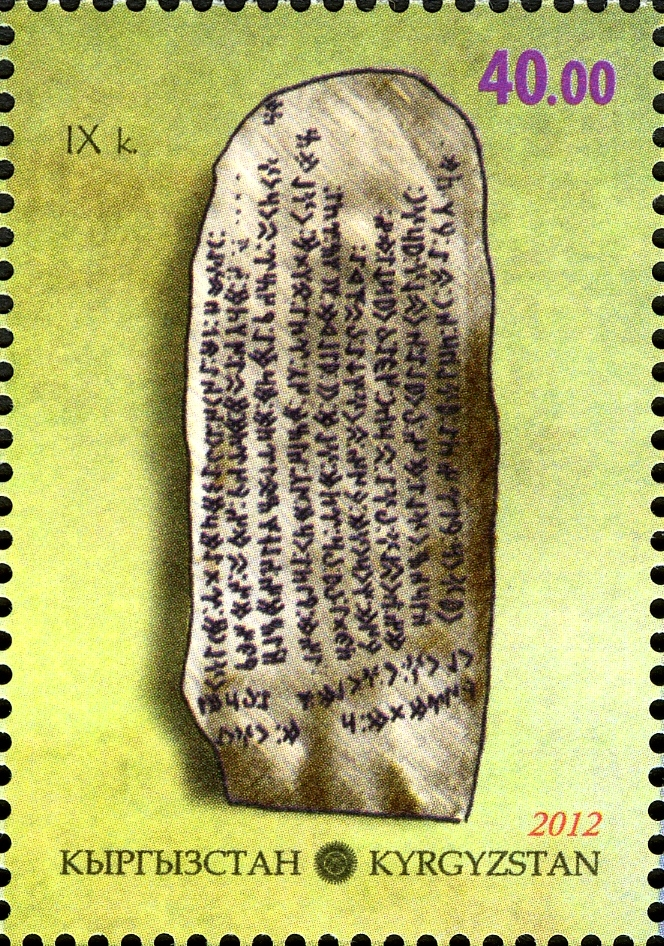
Selo quirguiz de 2012 em homenagem à "Herança Escrita dos Quirguizes Antigos" no qual é representado uma pedra com inscrições do século IX

Artefatos líticos encontrados nas montanhas de Tian Shan indicam a presença humana na região, no que hoje é o Quirguistão, entre 200 e 300 mil anos atrás. O primeiros relatos de alguma civilização no atual território do país, provém de uma crônica chinesa de 2 000 a.C.

## Origens do povo quirguiz
De acordo com as descobertas históricas, a história do povo quirguiz data de 201 a.C.. Os primeiros quirguizes viviam no vale do rio Ienissei na Sibéria central. Fontes chinesas e muçulmanas do século VII ao XII descrevem os quirguizes como ruivos e com olhos azuis ou verdes. Primeiro aparecem nos registros chineses do grande historiador Gecum ou Jiancum e, mais tarde, como pertencentes às tribos Tiele sob o domínio dos Goturcos e Uigures. 
Os quirguizes tiveram sua grande expansão após a queda do Grão-Canato Uigur em 840 Então eles expandiram para a região de Tian Shan e mantiveram o domínio de seu território por 200 anos. No século XII o seu domínio recuou para as montanhas de Altai e as montanhas de Saiã devido à expansão do Império Mongol. Com a queda do Império Mongol no século XIII, os quirguizes migraram para o sul. João de Plano Carpini, um enviado dos Estados Pontifícios, e Guilherme de Rubruck, um enviado da França, escreveram sobre a vida dos quirguizes sob o domínio dos mongóis. 
Vários povos turcos governaram os quirguizes até 1685, quando eles foram dominados pelos Oirates (zungares).

## Período Medieval
Os primeiros turcos a formarem um estado na região da Ásia Central (incluindo o atual Quirguistão) foram os Goturcos. Conhecido nas fontes medievais chinesas como Tujue, os Goturcos foram liderados por Bumim Cã e seus filhos. Eles estabeleceram o primeiro território turco conhecido, no ano de 552, na área que anteriormente havia sido ocupado por Xiongnu e expandiram rapidamente pela região da Ásia Central. Os Goturcos se dividiram em dois Canatos rivais, sendo que o canato ocidental se desintegrou em 744
O primeiro reinado a surgir do Canato Turco Ocidental foi o Império Budista Uigur no território que compreende parte da Asia Central, entre os anos de 740 até 840
Após o império Uigur se desintegrar, parte dos uigures migraram para assentamentos nas áreas de bacia do Tarim e Gansu, como o de Coja e Cumul. Lá, eles formaram uma confederação chamada Caracoja que reunia vários estados budistas descentralizados. Outros, muito próximos dos Uigures (os carlucos), ocuparam o oeste da bacia do Tarim, o Vale de Fergana, Zungária e partes do moderno Cazaquistão, fazendo fronteira com o Império Corásmio. Se converteram ao islamismo não antes do século X e criaram uma federação com institutos muçulmanos chamada Caracanlique, cujas dinastias de príncipes são conhecidas pelos historiadores como caracânidas. Sua capital, Balasagun floresceu como um centro cultural e econômico.
O príncipe islâmico do clã carluco, Balasagunlu Axinalar (ou Caracânida), começou uma aproximação com o Islamismo Persa após sua autonomia política e soberania sobre a Asia Central ficou segura nos séculos IX e X.
Conforme eles foram absorvendo a cultura Persa, começaram a se assentar em centro Indo-iranianos, como a Casgária, e foram deixando as tradições nômades dos carlucos, cujo muitos ainda possuíam elementos culturais do Canato Uigur.  
O principado estava enfraquecido ao redor do século XII e o território do moderno Quirguistão foi conquistado pelo povo uigir caraquitai. O Canato de Caraquitai, também conhecido como Liao Ocidental, foi estabelecido por Ielu Daxi após liderar em torno de 100 mil quitanos. Anteriormente, eles haviam estabelecido a dinastia Liao numa região ao norte da atual China, mas foram invadidos pelos jurchéns que deram origem ao Império Jim.

## Conquista Mongol
A invasão Mongol na Asia Central no século XIII devastou o território do Quirguistão, tirando do seu povo a independência, sua escrita e língua. O filho de Gengis Cã, Juche, conquistou as tribos quirguizes da região de Ienissei. Nessa mesma época, a área do atual Quirguistão fazia parte do trajeto da Rota da Seda, como foi atestado em várias cavernas Nestorianas. 
Pelos próximos 200 anos, o povo quirguiz esteve sob o domínio da Horda Dourada, Canato de Chagatai e dos Oirates. Sua autonomia foi readquirida em 1510, mas no século XVII as tribos quirguizes passaram a fugir dos Calmucos, no século XVIII dos Manchus e no século XIX dos Uzbeques.

## Império Russo
No início do século XIX, a região sul do território do Quirguistão esteve sob o domínio do Canato de Cocande, mas o território foi ocupado e formalmente anexado pelo Império Russo em 1876. Os russo que havia tomado a região, incitaram inúmeras revoltas contra as autoridades czaristas e muitos quirguizes optaram por sair da região e irem para as Montanhas Pamir ou para o Afeganistão. A repressão contra a revolta de 1916 na Ásia Central e a imposição russa de que os quirguizes e outros povos da Ásia Central deveriam servir o exército, forçou muito dos quirguizes migrarem para a China.

## Era soviética

Bandeira da RSS Quirguiz

O poder soviético se estabeleceu inicialmente na região em 1918, e em 1924, o Oblast Autônomo de Kara-quirguiz foi criado pela RSFSR (o termo Kara-quirguiz foi utilizado pelos russos até meados de 1920, para diferencia-los dos cazaques, que também eram chamados de quirguizes). Em 1926, ela se tornou a República Socialista Soviética Autônoma Quirguiz (RSSA Quirguiz) e em 5 de dezembro de 1936 tornou-se a República Socialista Soviética Quirguiz, passando a ser uma república soviética.
Durante os anos 1920, o Quirguistão passou por uma considerável mudança cultural, educacional e social. O desenvolvimento econômico e social foi notável. A alfabetização aumentou e uma língua padrão foi introduzida. Em 1924, foi introduzido um alfabeto quirguiz baseado no alfabeto árabe, que foi substituído em 1928 pelo alfabeto latino. Em 1941, o alfabeto cirílico foi adotado. Muito da cultura nacional quirguiz foi reprimida pelas atividades nacionalistas, durante o governo de Josef Stalin.
Nos primeiros anos da Glasnost houve pouco efeito no clima político do Quirguistão. No entanto, a impressa do governo foi permitida de adotar uma postura mais liberal e lançar novas publicações, como a Literaturny Kyrgyzstan da União dos Escritores. Alguns grupos políticos não oficiais foram proibidos, mas muitos grupos que surgiram em 1989 para dialogar com a crise que surgia, foram permitidos de atuarem no cenário político.
Em junho de 1990, surgiram tensões étnicas entre os uzbeques e quirguizes no Oblast de Osh, onde os uzbeques eram a maioria da população. Violentos confrontos foram travados e um estado de emergência foi proclamado pelo governo, porém a ordem não foi restaurada até agosto de 1990.
Em agosto de 1991, a República Socialista Soviética Quirguiz se torna independente e passa a se chamar República do Quirguistão. Muitos indivíduos, organizações e partidos políticos retornam ao cenário nacional com o objetivo de recuperar uma identidade cultural nacional quirguiz. 

## Independência do Quirguistão
No início de 1990, houve fortes mudanças no Quirguistão. O Movimento Democrático do Quirguistão desenvolveu uma significativa mudança política com suporte do parlamento. Em outubro de 1990, o presidente da Academia de Ciências Quirguiz, Askar Akayev, é eleito presidente do país. Em dezembro de 1990, o governo soviético votou para que a república passa-se a se chamar República do Quirguistão. Em 1993, o nome mudou para República Quirguiz. Em fevereiro de 1991, a capital Frunze passa-se se chamar Bisqueque.
Apesar desses movimentos rumo a independência, a realidade econômica assumia uma postura contra o rompimento com a União Soviética. Em referendo para a preservação da União Soviética, em março de 1991, 88.7% dos votos aprovou uma proposta para permanecer como parte da união como uma "federação renovada".
Em 19 de agosto de 1991, durante o Putsch de Moscou, houve uma tentativa de depor Akayev do poder no Quirguistão. Após o colapso do Golpe de Estado, Akayev e o vice-presidente German Kuznetsov anunciaram sua desvinculação com o Partido Comunista da União Soviética e todo o secretariado abandonou o seu cargo. Em setembro de 1991, a língua quirguiz é adotada como língua oficial do país.
Em outubro de 1991, houve uma nova votação para a nova república e Akayev foi eleito com 95% dos votos apurados. Juntamente com outras sete repúblicas representativas, ele assinou o Tratado da Nova Economia Comunista. Em 21 de dezembro de 1991, Quirguistão entrou formalmente para a Comunidade dos Estados Independentes (CEI).